# Desossiribonucleasi

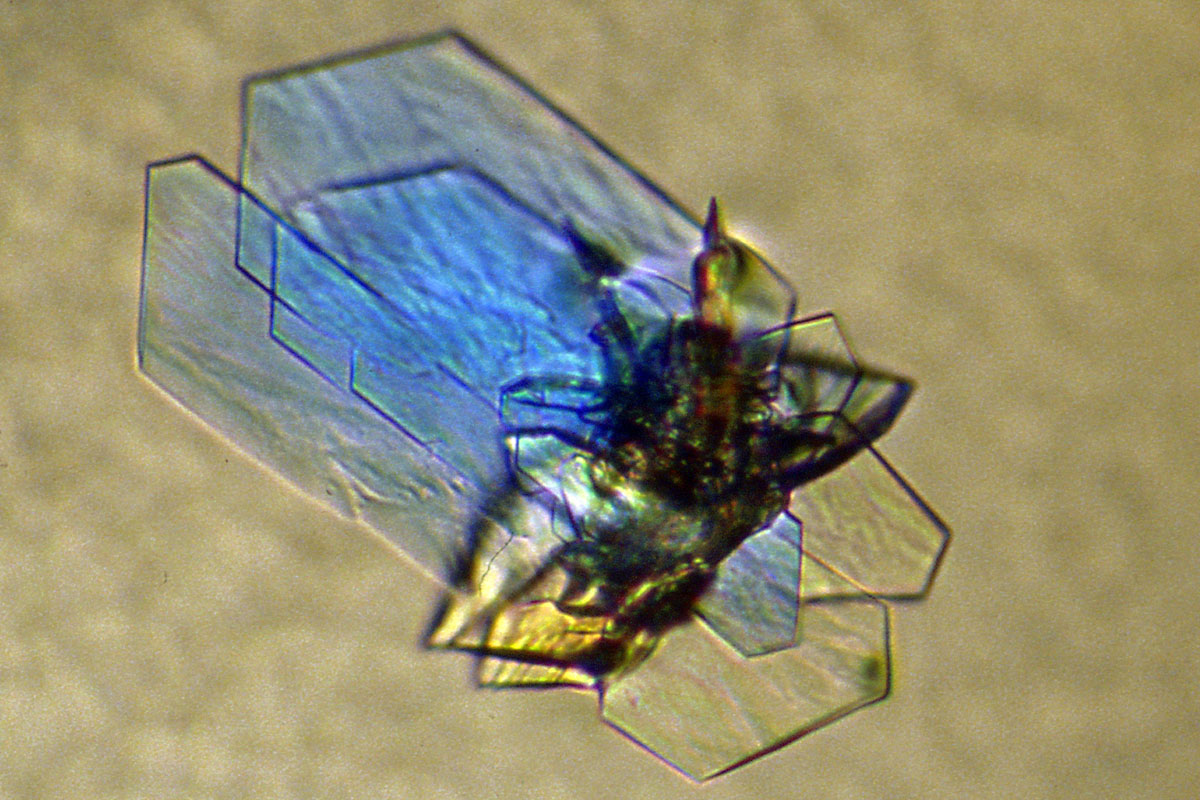
Cristalli di desossiribonucleasi

Vengono definiti desossiribonucleasi (o anche DNasi) tutti quegli enzimi appartenenti alla classe delle transferasi che catalizzano la reazione di idrolisi dei legami fosfodiesterici dei desossiribonucleotidi, permettendo così la liberazione di mononucleotidi.
Esistono diversi tipi di desossiribonucleasi, che differiscono tra loro per il tipo di specificità per il substrato sul quale insistono. Si possono infatti riconoscere esodesossiribonuclesi (un tipo di esonucleasi), che agiscono sulle parti terminali dei ribonucleotidi, altri invece agiscono all'interno della catena, come le endodesossiribonuclesi (un tipo di endonucleasi).